# Neoanchicodium
Neoanchicodium, fosilni rod zelenih algi u porodici Codiaceae, dio reda Bryopsidales. Jedina priznata vrsta je N. catenoides